# Live & Murderous In Chicago
Papa Roach: Live & Murderous in Chicago es el primer DVD lanzado por el grupo de hard rock californiano Papa Roach. Fue puesto a la venta en Estados Unidos el 22 de noviembre de 2005 y representa la actuación que la banda realizó en el "Vic Theatre" en Chicago, Illinois. En los extras de incluyen todos los videoclips del grupo hasta entonces, una galería de fotos y un  Huevo de Pascua. El DVD fue producido y fue dirigido por Devin DeHaven y por su compañía, FortressDVD.

## Lista de canciones
1. Introducción
2. Dead Cell
3. Not Listening
4. She Loves Me Not
5. M-80 (Explosive Energy Movement)
6. Getting Away With Murder
7. Be Free
8. Life Is a Bullet
9. Blood (Empty Promises)
10. Done With You
11. Harder Than a Coffin Nail
12. Blood Brothers
13. Born with Nothing, Die with Everything
14. Infest
15. Take Me
16. Scars
17. Broken Home
18. Cocaine
19. Last Resort
20. Between Angels and Insects
21. Créditos

## Material extra
- Videoclips
  - "Last Resort"
  - "Between Angels and Insects"
  - "Broken Home"
  - "She Loves Me Not"
  - "Time and Time Again"
  - "Getting Away With Murder"
  - "Scars"
- Galería de fotos
- Huevo de Pascua